# Дмитрівська церква (Більче)
Церква святого Дмитра — чинна дерев'яна церква, пам'ятка архітектури місцевого значення, у селі Більче Демидівського району на Рівненщині. Парафія належить до Демидівського районного благочиння Рівненської єпархії Православної Церкви України. 

## Розташування

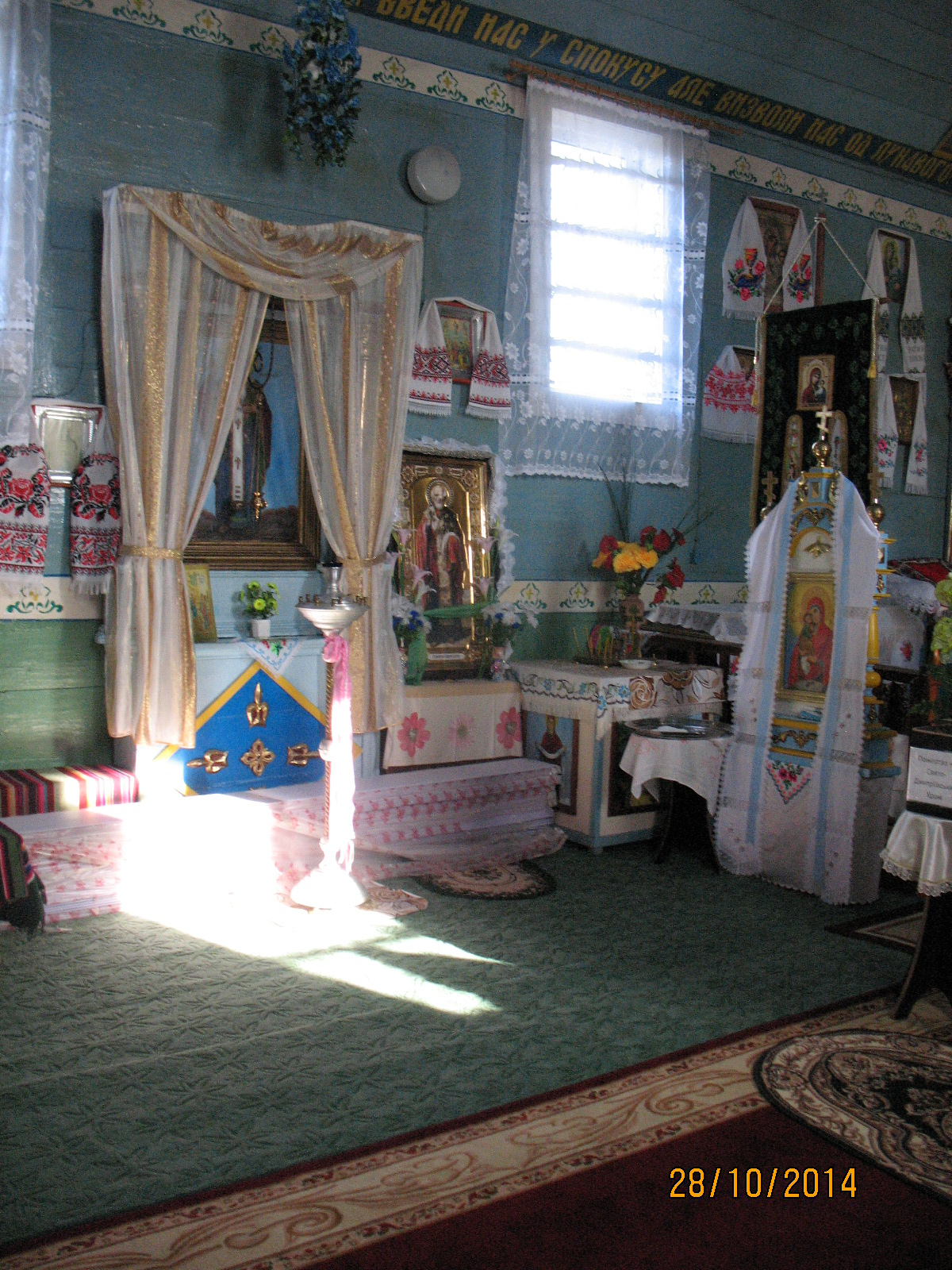
Вигляд церкви зсередини

Церква розташовується в центральній частині села, на березі річки, біля колишнього панського маєтку.

## Історія
Побудована у 1701 році за кошти поміщика Загурського, який у 1771 році передав церкву громаді у користування. 
У часи радянської окупації, 1950-х роки, церкву було закрито, будівлю використовували як склад. 
У 1960-х роках частково зруйновано. 
Після проголошення Незалежності України, у 1991 році мешканці с. Більче почали відновлювати святиню.
21 червня 1996 року церква була зареєстрована та стала належать до Української Православної Церкви Київського Патріархату.
З 2018 року частина Православної церкви України.

## Архітектура
Церква дерев'яна, невеликих розмірів, на кам'яному фундаменті, двозрубна, безверха з однією банею. Збудована в єпархіяльному стилі. 
До бабинця церкви прибудована невисока дерев'яна двоярусна дзвіниця.
Церква покрита бляхою та пофарбована олійною фарбою. Підлога в церкві дерев'яна. В інтер'єрі збереглися розписи. Вікна в стінах церкви пластикові.

## Світлини

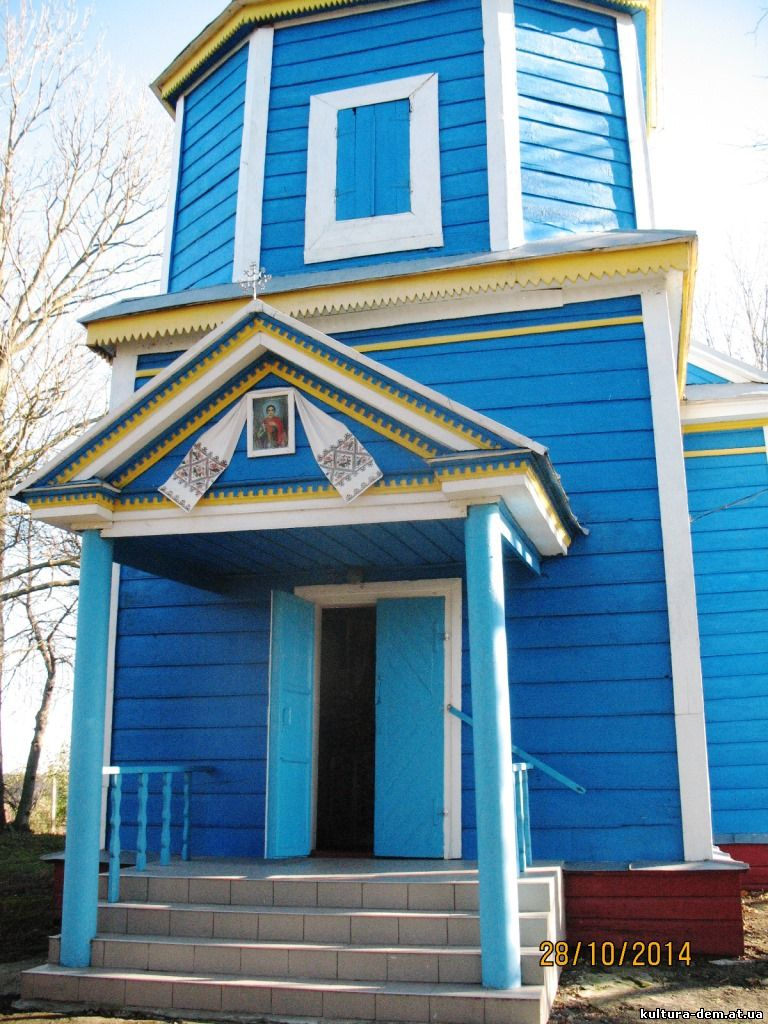
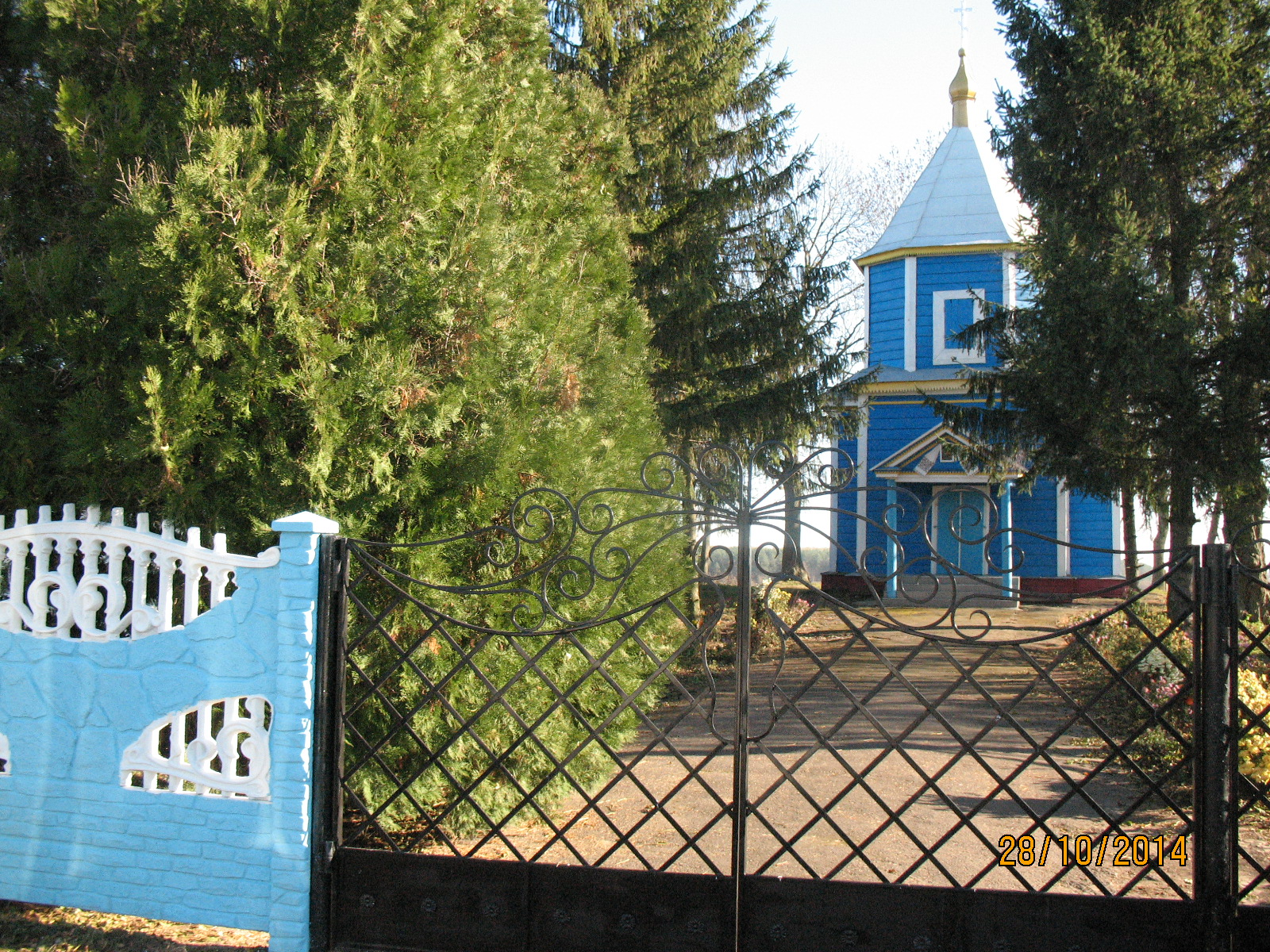